# 浙江凤仙花
浙江凤仙花（学名：Impatiens chekiangensis）是凤仙花科凤仙花属的植物，为中国的特有植物。分布于中国大陆的浙江等地，生长于海拔400米至960米的地区，常生长在山谷河边林下及阴湿石上，目前尚未由人工引种栽培。